# 브로드캐스트 플래그
브로드캐스트 플래그(Broadcast flag)는 디지털 텔레비전 프로그램의 데이터 스트림에 전송되는 비트 필드로, 데이터 스트림을 기록할 수 있는지 여부 또는 기록된 콘텐츠에 대한 제한이 있는지 여부를 나타낸다. 가능한 제한 사항에는 암호화되지 않은 디지털 프로그램을 하드 디스크 또는 기타 비휘발성 저장소에 저장할 수 없는 것, 기록된 콘텐츠의 보조 복사본(공유 또는 아카이브용)을 만들 수 없는 것, 기록 시 화질의 강제 저하(예: 고화질 비디오를 표준 TV 해상도로 낮추는 것), 그리고 광고를 건너뛸 수 없는 것 등이 포함된다.
미국에서는 ATSC 표준을 사용하는 새로운 텔레비전 수신기가 2005년 7월 1일까지 이 기능을 통합하도록 되어 있었다. 이 요구 사항은 2005년에 성공적으로 이의가 제기되었고 2011년에 철회되었다.

## 연방 통신 위원회(FCC) 규정
공식적으로 "디지털 방송 텔레비전 재배포 제어"라고 불리는 FCC의 규칙은 47 CFR 73.9002(b) 및 다음 섹션에 명시되어 있으며, 부분적으로 "어떤 당사자도 복호기 준수 요구 사항 및 복호기 견고성 요구 사항을 준수하지 않는 커버된 복조기 제품을 주간 상거래에서 판매하거나 배포해서는 안 된다"고 명시되어 있다. 이 규칙에 따르면 하드웨어는 불법 복제를 "적극적으로 방해"해야 한다.
이 규칙의 복호기 준수 요구 사항은 모든 HDTV 복호기가 플래그를 "수신"해야 하거나 (모든 신호에 플래그가 있다고 가정해야 한다)고 주장한다. 플래그가 지정된 콘텐츠는 "보호된 출력"(예: HDCP 암호화가 적용된 DVI 및 HDMI 포트)으로만 출력되거나, 아날로그 출력 또는 디지털 출력(720x480 픽셀(EDTV) 이하의 시각적 해상도)을 통해 저하된 형태로 출력되어야 한다. 플래그가 지정된 콘텐츠는 "승인된" 방법으로만 기록될 수 있으며, 여기에는 녹화물을 단일 장치에 연결하는 것이 포함될 수 있다.
브로드캐스트 플래그는 언제든지 활성화될 수 있으므로, 자주 프로그램을 녹화하는 시청자는 갑자기 좋아하는 프로그램을 저장할 수 없게 되는 상황에 직면할 수 있다. 이와 다른 이유들로 인해 많은 사람들이 플래그를 소비자 권리에 대한 직접적인 침해로 간주한다.
복호기 견고성 요구 사항은 오픈 소스 시스템에서 구현하기 어렵다. 장치는 사용자의 접근이나 수정에 대해 "견고"해야 하여, 누군가가 전체 디지털 스트림에 대한 접근을 허용하는 브로드캐스트 플래그를 무시하도록 쉽게 변경할 수 없어야 한다. 오픈 소스 장치 드라이버는 설계상 사용자가 수정할 수 있으므로, 오픈 소스 드라이버가 있는 PC TV 수신 카드는 "견고"하지 않다.
GNU 라디오 프로젝트는 이미 순수 소프트웨어 기반 복호기가 존재할 수 있으며 하드웨어 규칙이 완전히 시행될 수 없음을 성공적으로 시연했다.

## 현재 상태
American Library Association 대 FCC, 406 F.3d 689 (D.C. Cir. 2005) 판결에서, 미국 컬럼비아 특별구 항소법원은 FCC가 이 규칙을 제정하면서 권한을 넘어섰다고 판결했다. 법원은 위원회가 저작권 보호 기술이 없는 컴퓨터 또는 비디오 하드웨어의 제조를 금지할 수 없다고 명시했다. 이는 FCC가 전송을 규제할 권한만 있으며 통신을 수신하는 장치는 규제할 권한이 없기 때문이라고 밝혔다. 대법원이 이 판결을 뒤집을 가능성은 항상 있지만, 브로드캐스트 플래그의 더 유력한 재등장은 FCC에 그러한 권한을 부여하는 법안에서 나타날 것이다.
2006년 5월 1일, 상원의원 테드 스티븐스는 2006년 통신, 소비자 선택 및 광대역 배포법에 브로드캐스트 플래그의 한 버전을 삽입했다. 2006년 6월 22일, 상원의원 존 E. 선우누는 브로드캐스트 및 라디오 플래그를 삭제하는 수정안을 제출했지만, 이는 부결되었고 브로드캐스트 플래그 수정안은 상업 위원회에서 승인되었다. 그럼에도 불구하고, 전체 법안은 통과되지 않았고, 따라서 2006년 12월 109대 의회 회기 종료와 함께 폐기되었다.
2008년 5월 18일, 뉴스닷컴은 마이크로소프트가 윈도우 운영 체제에 포함된 현재 버전의 윈도우 미디어 센터가 브로드캐스트 플래그 사용을 준수하고 있음을 확인했다고 보도했다. 이는 사용자들이 특정 NBC 프로그램, 주로 아메리칸 글래디에이터스와 미디엄 녹화가 차단되었다는 보고서에 따른 것이다. 마이크로소프트 대변인은 윈도우 미디어 센터가 "FCC가 정한 규칙"을 준수한다고 말했다.
2011년 8월 22일, FCC는 브로드캐스트 플래그 규정을 공식적으로 폐지했다.

## 관련 기술

### 라디오 브로드캐스트 플래그 및 RIAA
디지털 라디오 시대가 도래하면서 음반 산업은 라디오에서 재생되는 노래의 저작권에 대한 기본 규칙을 변경하려고 시도하고 있다. 현재 공중파(즉, 방송이지만 인터넷은 아닌) 라디오 방송국은 노래를 자유롭게 재생할 수 있지만, RIAA는 의회가 라디오 브로드캐스트 플래그를 삽입하기를 원한다. 2006년 4월 26일, 의회는 라디오 브로드캐스트 플래그에 대한 청문회를 개최했다. 증인 중에는 음악가 어니타 베이커와 토드 룬드그렌도 있었다.

### 유럽 브로드캐스트 플래그
현재 유럽의 DVB 전송에서는 일반적으로 동등한 신호가 사용되지 않지만, DVB-CPCM은 DVB-SI에 정의된 바와 같이 공중파 텔레비전 방송에서 사용할 수 있는 일련의 신호를 제공할 것이다. 수신기에서 이러한 시스템에 대한 준수가 어떻게 시행될지는 아직 명확하지 않다.
영국에서는 BBC가 2010년에 Freeview HD 방송의 서비스 정보를 수신하는 데 필요한 데이터에 대한 라이선스를 부여함으로써 무료 콘텐츠에 대한 콘텐츠 보호 제한을 도입했다. 그러나 BBC는 적용되는 최고 보호 수준이 한 번의 복사만 허용하는 것이라고 밝혔다.

### ISDB
ISDB 방송은 방송을 한 번 디지털로 녹화하는 것을 허용하되, 녹화물의 디지털 복사본은 만들 수 없도록 보호된다. 아날로그 녹화물은 자유롭게 복사할 수 있다. 아날로그 출력의 사용을 금지하는 것도 가능하지만, 아직 구현되지 않았다. 올바른 하드웨어와 소프트웨어를 사용하면 보호를 우회할 수 있다.

### DVB-CPCM
디지털 비디오 방송 기관은 DVB-CPCM을 개발 중인데, 이는 방송사(특히 유료 TV 방송사)가 가정 네트워크(및 그 너머)에서 콘텐츠 사용에 대해 훨씬 더 많은 제어를 할 수 있도록 한다. DVB 표준은 유럽과 전 세계적으로 일반적으로 사용되지만(위성, 지상파 및 케이블 배포용), 디시 네트워크에 의해 미국에서도 사용된다. 유럽에서는 일부 엔터테인먼트 회사가 DVB-CPCM의 사용을 법적으로 의무화하기 위해 로비하고 있었다. 반대자들은 DVB-CPCM을 의무화하면 오픈 소스 운영 체제(예: 리눅스 기반 셋톱박스)를 사용하는 독립 수신기 제조업체를 죽일 것이라고 우려한다.

### 페이퍼뷰 브로드캐스트 플래그 사용
미국에서는 2008년 4월 15일부터 케이블 및 위성방송의 페이퍼뷰 영화가 주문 시점으로부터 24시간 후에 디지털 비디오 레코더 또는 기타 관련 장치에 페이퍼뷰 채널 녹화본이 유지되지 않도록 플래그 처리된다. 이는 아이튠즈 스토어 및 구글 플레이의 디지털 대여를 포함한 표준 영화 산업 관행이다. 그 이전에 녹화된 영화는 플래그 없이도 여전히 이용 가능하며 자유롭게 복사할 수 있지만, 2015년 현재 2008년 이전 DVR 장치는 노후화되었거나 작동하지 않을 가능성이 높으며, 거의 모든 위성 및 케이블 제공업체가 더 쉽게 제한할 수 있는 주문형 비디오 플랫폼으로 전환함에 따라 페이퍼뷰 문제는 특별한 행사를 제외하고는 무의미해졌다. 현재 페이퍼뷰 영화는 주목할 만한 콘텐츠가 아니다.

## 같이 보기
- CGMS-A
- 디지털 밀레니엄 저작권법
- 디지털 권리 관리
- 악마 비트